# Merodon spinipes
Merodon spinipes là một loài ruồi trong họ Ruồi giả ong (Syrphidae). Loài này được Fabricius mô tả khoa học đầu tiên năm 1794. Merodon spinipes phân bố ở vùng Cổ Bắc giới